# Llista d'episodis de Love Hina
|  | Aquest article tracta sobre els episodis de l'anime. Vegeu-ne altres significats a «Llista de capítols de Love Hina». |

Love Hina (ラブひな, Rabu Hina) és una sèrie d'anime basada en el manga del mateix nom de Ken Akamatsu. Fou adaptada a la seva versió d'anime per la companyia japonesa Xebec i estrenada pel canal TV Tokyo des del 19 d'abril fins al 27 de setembre de 2000. La sèrie està formada per 24 episodis de 25 minuts de duració cadascun. També 
Fou distribuïda a Espanya en DVD per Jonu Media. A Catalunya, fou estrenada pel canal K3 el 29 de març de 2003, reemetent-se posteriorment en diverses ocasions.

## Llista d'episodis

### Episodis
| # | Títol en català | Data d'estrena al Japó | Data d'estrena a Catalunya |
| --- | --- | ---------------------- | -------------------------- |
| 1 | Una residència femenina amb banys termals a l'aire lliure! Aigües termals! Rotenburo tsuki no Joshiryō: Onsen na (露天風呂つきの女子寮 温泉な)                                       | 19 d'abril de 2000     | 29 de març de 2003         |
| Fa quinze anys, en Keitaro Urashima va conèixer una noia i li va prometre que ingressarien junts a la Universitat de Tòquio. Ara, per mantenir la seva promesa, ha d'aconseguir ingressar en un altre lloc. Un dia se li acudeix una idea genial: podria viure i treballar unes hores al dia a la fonda de la seva àvia. Però resulta que la fonda ha estat transformada en una residència d'estudiants femenina. En Keitaro, un cop dins, topa amb una noia a la font termal a l'aire lliure i tres de les residents l'empaiten perquè creuen que només ha entrat al centre per veure noies despullades. La Hanura, la tia de Keitaro, el salva de les perseguidores, l'informa que la seva àvia s'ha agafat unes vacances i el posa a treballar de conserge de la residència. | |                        |                            |
| 2 | Shinobu, la nova resident de la Pensió Hinata. Fletxa Hinata sō no Shinjūnin Shinobu Yajirushi na (ひなた荘の新住人しのぶ 矢印な)                                                    | 26 d'abril de 2000     | 30 de març de 2003         |
| La Shinobu Maehara va a l'institut. Tota la seva família se n'ha d'anar a viure a una altra ciutat però ella s'hi nega. S'escapa de casa i es queda asseguda en un banc del carrer. De sobte, veu que a terra hi ha una curiosa llibreta de dibuix. Per mirar de tornar-la al seu propietari, acabarà entrant a la residència Hinata-sou. | |                        |                            |
| 3 | La noia del kendo... enamorada? Drama d'espases Koi suru!? Kendō musume Kengeki na (恋する!?ケンドー娘 剣劇な)                                                                       | 3 de maig de 2000      |                            |
| Tot tornant de l'escola cap a casa, en Keitaro i els seus amics volen lligar-se quatre noies, però una de les noies porta una espasa de bambú i els apallissa. Quan arriba a la residència, en Keitaro descobreix que la Motoko, la noia de l'espasa, viu allà. | |                        |                            |
| 4 | Fa 15 anys de la promesa d'anar a la Todai. El diari Tōdai no yakusoku wa jūgonen mae Nikki na (東大の約束は15年前 日記な)                                                           | 10 de maig de 2000     |                            |
| Es descobreix que Keitaro encara no estudia a la Universitat de Tòquio. En Keitaro demana perdó humilment i és perdonat, però amb la condició que sigui un bon conserge i aprovi l'examen d'ingrés a la Universitat. Però, amb tanta feina, no té temps d'estudiar. Un dia decideix demanar ajuda a Naru. | |                        |                            |
| 5 | Ràpida aproximació! Un viatge en parella a Kyoto. Quins nervis, quina emoció Kyūsekkin! Kyōto futari tabi Dokidoki harahara na (急接近!京都二人旅 ドキドキハラハラな)                | 17 de maig de 2000     |                            |
| Arriba el dia de l'examen d'ingrés a la Universitat de Tòquio. Els amics de la residència acomiaden Keitaro i Naru desitjant-los molta sort, però els dos candidats no deixen de patir tota mena d'incidents desagradables. Aconseguiran arribar al lloc de l'examen? | |                        |                            |
| 6 | Com serà el primer petó d'en Keitaro? El viatge Keitarō, hatsu kisu? No aite Tabiji na (景太郎、初キス?の相手 旅路な)                                                                | 24 de maig de 2000     |                            |
| A la residència tothom està preocupat perquè no se sap on són Keitaro i Naru. Finalment, descobreixen que són a Kyoto perquè Keitaro apareix un moment a la televisió. La Shinobu, la Kaora, la Mitsune i la Motoko decideixen anar a buscar-los. A l'estació de Kyoto, en Keitaro i la Naru topen amb la Mutsumi, una noia que, com ells, ha suspès l'examen d'ingrés a la Universitat de Tòquio. La Naru es posa una mica gelosa. | |                        |                            |
| 7 | La primera cita, els sentiments d'en Keitaro. Avui dia... Hatsu dēto, Keitarō no shitagokoro Imadokina (初デート、景太郎のしたごころ いまどきな)                                     | 31 de maig de 2000     |                            |
| La Naru és a la platja amb un noi i li pregunta si l'estima, però, de sobte, s'adona que no el coneix de res. Afortunadament era un somni, però, quan es desperta, veu el noi amb qui acaba de somiar a la televisió. Les companyes de la residència li fan posar una mena de màscara que permet veure el pensament. De sobte, surt de terra una mena d'enorme trepant pilotat per l'enigmàtic amor de la Naru. | |                        |                            |
| 8 | La noia del kendo: la llegenda del Palau del Drac. Un somni, potser? Kendō musume no Ryūgū Densetsu: Yumeka na (ケンドー娘の竜宮伝説 夢かな)                                         | 7 de juny de 2000      |                            |
| La Motoko, tot meditant, arriba a la conclusió que ha d'expulsar Keitaro de la residència, però en Keitaro està tan cansat de jugar a videojocs que se li queda adormit a sobre. La Naru és raptada per un home que assegura ser el rei d'un castell. | |                        |                            |
| 9 | El cas del robatori dels diners en una habitació de la residència Hinata. Misteri Hinata sō Misshitsu genkin gōdatsu jiken Misuteri na (ひなた荘密室現金強奪事件 ミステリな)         | 14 de juny de 2000     |                            |
| En Keitaro ha de comptar els diners del lloguer de les habitacions però s'està adormint. La Mitsune el desperta i li diu que hauria d'anar a rentar-se la cara. Quan torna, Keitaro descobreix que els diners han desaparegut. La Mitsune no ha vist entrar ningú a l'habitació i Karao, que era al terrat, tampoc. En Keitaro i les dues noies decideixen anar a l'habitació de la Naru, que està connectada amb la de Keitaro. | |                        |                            |
| 10 | Qui és la noia tan maca que vaga per la nit de lluna? La transformació Tsukiyo ni Samayou Bijo no Shōtai wa? Henshin na (月夜にさまよう美女の正体は? 変身な)                         | 21 de juny de 2000     |                            |
| Una nit, en Keitaro es desperta de sobte perquè nota que hi ha algú al seu llit. És la Kaora, però sembla que tot plegat ha estat producte d'un malentès. Curiosament, en Kentaro assegura que la Kaora fa coses estranyes cada nit i que n'hi ha molts testimonis, però en Keitaro diu que la Kaora és innocent i que descobrirà qui és l'autèntica autora de les gamberrades. | |                        |                            |
| 11 | Una estrella amb l'objectiu d'anar a la Universitat de Tòquio. Canta Mezase Tōdaisei Aidoru wa Yobikōsei Utau na (目指せ東大生アイドルは予備校生 歌うな)                             | 28 de juny de 2000     |                            |
| A Hinata s'organitza un concurs per trobar una noia que es converteixi en una mena de representant emblemàtica de la ciutat i la guanyadora és la Naru. En Keitaro està preocupat perquè creu que tantes emocions i activitats poden interferir en els estudis de la Naru, però l'Hakura creu que distreure's una mica més aviat li anirà bé. Amb la campanya de promoció de les fonts termals, la Naru cada vegada és més popular. Surt a les revistes i als programes de televisió i fins i tot grava una cançó. | |                        |                            |
| 12 | Un canvi d'imatge? La Motoko, mestre de l'espasa, es posa un kimono. Una noia Oironaoshi? Kengō Motoko no Haregisugata Onna no ko na (お色直し?剣豪モトコの晴れ着姿 女の子な)        | 5 de juliol de 2000    |                            |
| En general, la Motoko és molt valenta, però les tortugues l'horroritzen. Un dia en veu una sobre la seva roba i es nega a tornar-se-la a posar. Quan la tortuga torna a aparèixer, la Motoko l'ataca amb l'espasa, però la tortuga para l'espasa amb les potes. Mentrestant, a la residència no deixen de desaparèixer misteriosament tot d'aparells elèctrics. Sembla que la culpable és la tortuga. | |                        |                            |
| 13 | Quin gust té, el primer petó? De llimona o de merenga? Adulta Hatsu kisu no aji wa remon? Mashumaro? Otona (初キスの味はレモン?マシュマロ? おとな)                                   | 12 de juliol de 2000   |                            |
| La Shinobu i les seves amigues espien en Keitaro per un foradet i veuen que està a punt de fer-li un petó a la Naru, però li clava un cop de puny. L'escena, de tota manera, desperta la curiositat de la Shinobu, que vol saber quin gust tenen els petons. | |                        |                            |
| 14 | El retrobament? La persona que la Naru admira ara és professor de la Todai. Amor Saikai? Naru akogare no hito wa ima Tōdai Kōshi Rabu he na (再会?なる憧れの人は今東大講師 ラブへな) | 19 de juliol de 2000   |                            |
| Una vident li diu a en Keitaro que se li acabaran tots els problemes si es llança a un estany. En Keitaro es pren el consell seriosament, sense saber que la vident, en realitat, és la Mitsune, i es llança al primer estany que troba. I llavors se li acosta el senyor Seta, extutor i amor platònic de la Naru. | |                        |                            |
| 15 | T'estimo! Declaració d'amor dins d'una caverna. La cova Suki! Dōkutsu no naka no Rabu Rabu Sengen Horaana (好き!洞くつの中のラブラブ宣言 ほらあな)                                   | 26 de juliol de 2000   |                            |
| 16 | Una casa al mar. L'obra de teatre del mico a la casa de té de la platja. Petó Umi no Ie, Hamachaya Hinata no Saru Shibai Chū ka na (海の家·浜茶家ひなたのサル芝居 チュウかな)        | 2 d'agost de 2000      |                            |
| Per poder pagar les factures de Hinata-sou, la colla decideix representar una obra de teatre en un hotel de la platja. L'obra escollida és la famosa Llegenda del rei mico. En Keitaro farà de monjo Xuan Zang i la Naru de rei mico, però encara no han fet les paus i intenten representar tota l'obra sense mirar-se als ulls. | |                        |                            |
| 17 | El mar... Atret per la Naru! Espantat pel monstre! Sospitós Umi... Naru ni Doki!! Yōkai ni Kura Ayashii na (海...なるにドキッ!妖怪にクラッ 妖しいな)                                 | 9 d'agost de 2000      |                            |
| La Motoko repta el senyor Seta a un combat de kendo. La Kikuko opina que els sentiments de la Motoko per en Keitaro estan afectant el seu estat de forma, però la Motoko li contesta que no sent res per en Keitaro i que és tan bona lluitadora com sempre. Mentre s'entrena a la platja, un ocell li porta una carta de la seva escola de kendo en què li demanen que defensi l'illa d'un fantasma venjatiu. Ha arribat l'hora que la Motoko demostri les seves aptituds. | |                        |                            |
| 18 | Un festival d'estiu amb tu envoltat de tota mena de quimonos. Guaita! Sorezore no yukata no kimi to Natsumatsuri Hona (それぞれの浴衣のきみと夏祭り ほな)                            | 16 d'agost de 2000     |                            |
| En Keitaro vol fer les paus amb la Naru i va a demanar-li disculpes a la seva habitació, però quan hi entra la sorprèn canviant-se. La Mitsune aconsella a la Naru que accepti les disculpes d'en Keitaro i la Naru li respon que qui realment està enamorada de Keitaro és ella, la Mitsune. De sobte, les dues noies descobreixen que Keitaro està escoltant aquesta conversa secreta i li claven una pallissa. Després, a la Mitsune li sap tan greu que li confessa que, efectivament, està enamorada d'ell. La Naru i el mateix Keitaro es queden de pedra. | |                        |                            |
| 19 | Una boda reial? El príncep de l'altra banda del mar. Càlid Tama no koshi? Umi no mukou no Kōtaishi Atataka na (玉の輿?海のむこうの皇太子 暖かな)                                     | 23 d'agost de 2000     |                            |
| S'estan acabant les vacances d'estiu. De sobte, la Kaora té una recaiguda de la malaltia que la fa tornar adulta. La Kaora adulta té un caràcter molt violent i la Naru li demana ajuda a l'Amara, la germana de la malalta. Mentrestant, sembla que en Keitaro també té problemes de salut, perquè s'ha tornat molt atent i seriós. Tothom està molt estranyat fins que es descobreix que en realitat no és en Keitaro sinó el príncep Rampa Rou, un cosí de la Kaora que és clavat al Keitaro. | |                        |                            |
| 20 | La nena adormida i els records de color sèpia. El mecanisme Nemuri no shōjo to Sepia iro no yakusoku Karakuri na (眠りの少女とセピア色の約束 カラクリな)                             | 30 d'agost de 2000     |                            |
| En Keitaro, la Naru i la Mutsumi estan estudiant junts. De sobte, la Sara i la Kaora surten de l'armari i anuncien que estan explorant un estrany laberint. En Keitaro, a contracor, accedeix a acompanyar el grup en l'aventura però es perd i acaba en una sala on troba una misteriosa nina que li diu: "Keitaro, feia temps que t'esperava". | |                        |                            |
| 21 | Explosió de gelosia? Una parella d'enamorats en barca. Tremolós Shitto Bakuhatsu!? Bōto ueno oatsui futari Wanawana (嫉妬爆発!?ボート上のお熱い二人 わなわな)                        | 6 de setembre de 2000  |                            |
| En Keitaro obté bons resultats en un simulacre d'entrada a la Universitat de Tòquio i, per agrair-li a la Naru que li hagi ensenyat a estudiar, la convida a sopar. La Naru n'està encantada i es posa molt elegant, però la Mitsune li adverteix que tots els homes són com llops. En Keitaro i la Naru es troben a l'estació i caminen de bracet, però de sobte topen amb la Motoko, la Kaora i la Shinobu. A la Naru li fa tanta vergonya que fa veure que es baralla amb en Keitaro. Després de sopar, en Keitaro es posa seriós i diu a la Naru que li vol dir una cosa important. | |                        |                            |
| 22 | La conspiració de la Mei. La gran estratègia de l'habitació tancada. No pot ser Imōto Mei no takurami, Misshitsu Daisakusen Sonna (妹メイのたくらみ、密室大作戦 そんな)              | 13 de setembre de 2000 |                            |
| La Mei, la germana de la Naru, arriba a Hinata-sou i li demana a la Naru que torni a casa dels seus pares, però la Naru no vol. La Mei acaba comprenent que el motiu és que està enamorada d'en Keitaro i intenta per tots els mitjans que se li acudeixen que en Keitaro s'enamori de la Mutsumi. | |                        |                            |
| 23 | Naru, el cor que tremola i en Keitaro. Esmicolat Narusegawa Naru, Yureru onnagokoro to Keitarō Konagona (成瀬川なる、揺れる女心と景太郎 こなごな)                                    | 20 de setembre de 2000 |                            |
| La Mutsumi ha promès al Keitaro que aniran a buscar els resultats d'un altre simulacre d'examen junts. La Naru decideix dir a Keitaro que la Mutsumi és la noia que li va prometre que entraria amb ell a la Universitat de Tòquio. Al simulacre de prova, la Mutsumi ha tret una A i en Keitaro una E, però ell no gosa confessar-li que ha suspès. El pitjor de tot és que ha promès als seus pares que els ensenyarà el resultat. En Keitaro torna molt trist a la Hinata-sou, on la Naru l'espera. | |                        |                            |
| 24 | Felicitats! El cirerer floreix a la Todai? Amor? Tots Shuku! Sakura saku no wa Tōdai? Koi? Minna (祝!サクラサクのは東大?恋? みんな)                                                  | 27 de setembre de 2000 |                            |
| En Keitaro descobreix que la "noia promesa" és la Mutsumi. La Shinobu parla amb ell per telèfon i, com que li sembla que no vol tornar a la Hinata-sou, demana a tothom que el busqui. La Naru, mentrestant, se n'ha tornat a casa. La Shinobu suplica tant a la Kaora com a la Naru que tornin a sortir amb en Keitaro. | |                        |                            |
| 25 | La decisió de la Motoko. L'espasa o l'amor. No ploris Motoko no Sentaku, Koi ka Ken... Naku na (素子のセンタク、恋か剣... 泣くな)                                                    |                        |                            |
| La germana de la Motoko arriba a la Hinata-sou i la desafia a un combat de kendo. La Motoko encara no és tan bona com la seva germana, que se n'adona ràpidament i li llança un ultimàtum: o la guanya el combat o es casa amb en Keitaro. | |                        |                            |

### Especials
| Núm. | Títol | Data d'emissió original | Data d'emissió en català |
| --- | --- | ----------------------- | ------------------------ |
| 1 | Plàcida nit Rabu Hina Kurisumasu Supesharu ~ Sairento Ibu ~ (ラブひな クリスマススペシャル〜サイレント·イヴ〜)      | 25 de desembre de 2000  |                          |
| El capítol "Love Hina: plàcida nit" transcorre durant les vacances de Nadal de l'any 2000. Els dies passen, però les coses a la residència Hinata segueixen igual: en Keitaro, el protagonista d'aquest anime, continua enamorat de la Naru i, tant en Keitaro com la Naru i la Mutsumi no perden l'esperança de poder entrar a la prestigiosa Universitat de Toudai. Però el Nadal és una època en què es respira amor i en Keitaro i la Naru no es podran escapar d'aquesta atmosfera de romanticisme. | |                         |                          |
| 2 | Primavera Rabu Hina Haru Supesharu ~ Kimi Sakurachiru nakare!! ~ (ラブひな 春スペシャル 〜キミサクラチルナカレ!!〜) | 25 de desembre de 2000  |                          |
| "Love Hina: primavera" ens mostra l'ambient que es respira a la residència Hinata després dels exàmens d'accés a la universitat. En Keitaro és força pessimista i creu que no podrà entrar a la Toudai. Per no deprimir-se més, decideix abandonar la residència i anar a descansar a una illa del Pacífic. Però en Keitaro no aconseguirà estar sol, perquè les noies de la residència decidiran anar-lo a buscar.                                                                                      | |                         |                          |